# Александров, Константин (борец)
Константин Александров (род. 10 октября 1969) — российский и киргизский борец вольного стиля. Участник летних Олимпийских игр 1996 года, бронзовый призёр чемпионата Азии 1996 года.

## Биография
Константин Александров родился 10 октября 1969 года.
Занимался вольной борьбой в Калининграде под началом заслуженного тренера России Олега Сугако. 
Из-за высокой конкуренции в сборной России принял решение выступать за сборную Кыргызстана. Представлял в соревнованиях бишкекское «Динамо», .
В 1996 году завоевал бронзовую медаль чемпионата Азии в Сяошане в весовой категории до 100 кг.
В том же году вошёл в состав сборной Кыргызстана на летних Олимпийских играх в Атланте. В весовой категории до 100 кг в первом раунде победил Милана Мазача из Словакии — 2:1, во втором выиграл у Арви Аавика из Эстонии — 1:0, третий прошёл без борьбы, в четвёртом проиграл Курту Энглу из США — 1:4, в схватке за 5-6-е места уступил Мареку Гармулевичу из Польши.
В 1997 году участвовал в чемпионате мира в Красноярске. В весе до 97 кг выбыл в 1/8 финала, заняв 14-е место.